# Parascidia flemingii
Parascidia flemingii är en sjöpungsart som beskrevs av author unknown. Parascidia flemingii ingår i släktet Parascidia och familjen klumpsjöpungar. Inga underarter finns listade i Catalogue of Life.